# Lithiumhydride
Lithiumhydride is een zoutachtige verbinding van lithium en waterstof met veronderstelde formule Li+H−. Bewijzen voor deze zoutstructuur zijn het hoge smeltpunt en het feit dat er bij elektrolyse van de gesmolten stof waterstofgas vrijkomt aan de positieve pool. De Nederlandse scheikundige Johannes Martin Bijvoet heeft met behulp van röntgendiffractie aangetoond dat LiH dezelfde structuur heeft als natriumchloride.

## Synthese
De verbinding wordt gesynthetiseerd uit elementair lithium en waterstofgas:
{\displaystyle {\ce {2Li + H2 -> 2LiH}}}
De vormingswarmte van deze reactie bedraagt 91,0 kJ/mol.

## Eigenschappen en reacties
De bindingslengte tussen lithium en waterstof in de kristalstructuur bedraagt 204 pm.
Lithiumhydride reageert zeer heftig met water, met vorming van waterstofgas en lithiumhydroxide:
{\displaystyle {\ce {LiH + H2O -> LiOH + H2}}}
Doordat lithiumhydride gemakkelijk met water reageert, waren de Amerikanen in de Tweede Wereldoorlog uitgerust met lithiumhydride-tabletten. Reddingsboten konden worden opgeblazen met het waterstofgas dat ontstond bij de reactie van de tabletten met water.
Hoewel een aantal hydriden (zoals natriumboorhydride) reducerende eigenschappen bezitten, wordt lithiumhydride weinig voor deze toepassing gebruikt. Een uitzondering vormt de reductie van siliciumtetrachloride tot silaan:
{\displaystyle {\ce {4LiH + SiCl4 -> 4LiCl + SiH4}}}

## Toepassingen
Lithiumhydride wordt voornamelijk gebruikt bij de bereiding van andere hydriden, die meer reducerende eigenschappen bezitten (lithiumaluminiumhydride, lithiumboorhydride en lithiumtri-ethylboorhydride). Deze verbindingen wordt veelvuldig ingezet bij organische syntheses.